# Триаминотринитробензол
Триаминотринитробензо́л (1,3,5-триамино-2,4,6-тринитробензо́л; ТАТБ) — взрывчатое органическое ароматическое соединение, нерастворимое в воде, этиловом спирте, бензоле. Малочувствительно к механическим и тепловым воздействиям, применяется в качестве термостойкого и малочувствительного бризантного взрывчатого вещества. В настоящее время производится в промышленном масштабе в США. Используется для создания инициирующего заряда в ядерных бомбах.
ТАТБ — достаточно мощное взрывчатое вещество, несколько менее мощное, чем гексоген, но более мощное, чем тротил; однако он крайне нечувствителен к ударам, вибрации, огню и трению. Поскольку заряд из ТАТБ практически невозможно подорвать случайным воздействием, даже в достаточно суровых условиях (падение снаряда с большой высоты, пожар и другие), ему стали отдавать предпочтение там, где требуется предельно высокий уровень безопасности, например, при производстве взрывчатых веществ, используемых в ядерном оружии, где случайная детонация во время крушения самолёта или осечки ракеты может представлять серьёзнейшую опасность.
ТАТБ обычно используется в пластичных взрывчатых составах с полимерным связующим. Данные составы описываются как нечувствительные бризантные взрывчатые вещества.

## Свойства
Разлагается без плавления при температуре выше 300 °C (по другим данным плавится при 350 °C).
При плотности прессования 1,80 г/см³ ТАТБ имеет скорость детонации составляет 7 350 м/с.
Кристаллический ТАТБ имеет плотность 1,93 г/см3, но большинство коммерчески используемых форм имеют плотность не выше 1,80 г/см3. ТАТБ плавится при температуре 350 °C. Химическая формула ТАТБ: C6(NO2)3(NH2)3.
Чистый ТАТБ имеет ярко-жёлтый цвет.
ТАТБ остаётся стабильным при температуре как минимум до 250 °C в течение неопределённо долгого времени.

## Получение
ТАТБ получают нитрованием 1,3,5-трихлорбензола до 1,3,5 -трихлор-2,4,6-тринитробензола с последующим замещением атомов хлора на аминогруппы с помощью аминирования.